# Goiești
Goiești est une commune roumaine située dans le județ de Dolj.